# La Tribuna de Albacete
La Tribuna de Albacete es un periódico regional español radicado en Albacete. 
Pertenece al grupo Promecal.

## Directores
- Demetrio Gutiérrez Alarcón (1984-1985)
- Luis Parreño Maldonado (1985-?)
- Vicente Camarena Miñana (?-1989)
- Carlos Zuloaga López (1989-1996)
- Dimas Cuevas Cuerda (1996-2007)
- Francisco Javier Martínez García (desde 2007)